# Cambia
Cambia es una comuna y población de Francia, en la región de Córcega, departamento de Alta Córcega.
Su población en el censo de 1999 era de 79 habitantes.
Situada en el interior de Córcega, Cambia cuenta con un territorio muy boscoso. Si bien se encuentra en la Castagniccia (que recibe su nombre del bosque de castaños que cubre su territorio), cuenta principalmente con encinas.
Sin embargo los suelos y la exposición de la comuna hacen de ella un terreno especialmente propicio para la plantación de variedades de castaños, célebres en toda la Castagniccia, por el alto contenido en fructosa de sus frutos.
Su cota más alta es la Testa di Catarello (1428 m s. n. m.), « a caballo » entre las comunas de Pie-d'Orezza, Carticasi y Cambia, sobre la dorsal del macizo esquistoso del monte San Petrone. Con Punta Ventosa (1421 m s. n. m.) la otra cumbre « a caballo » sobre Pie-d'Orezza, San Lorenzo y Cambia, marcan los límites orientales de la comuna. Entre las dos cumbres existe una gruta une en Bocca al Prato (1296 m s. n. m.). 
El arroyo de Biligato tiene su nacimiento bajo la Testa di Catarello para después engrosar el caudal del arroyo de Sarbiao, cuyo cauce pasa entre el pueblo de Cambia y su aldea de Loriani. 
El río Casaluna atraviesa la comuna, donde recibe las aguas del arroyo de Serbaio.